# 呉咏梅
呉 咏梅（ご えいばい、簡体中国語: 吴咏梅、ラテン文字転写: Wu Yongmei、1975年1月1日 - ）は、中華人民共和国の元バレーボール選手。元中国代表。

## 来歴

### クラブチーム
河北省保定市出身。1991年、八一女子排球に入団。中国スーパーリーグでは1996/97シーズンにベストブロッカー部門でトップの活躍をみせた。1999年、イタリアセリエA1のVirtus Reggio Calabriaに移籍し、1999/00シーズンのセリエA1リーグで準優勝、コッパイタリアで優勝を果たした。2000/01シーズンは再び八一女子排球でプレーし、中国スーパーリーグで準優勝した。2001/02シーズンはイタリアセリエA1のModena Volleyでプレーし、コッパイタリアとCEVカップで優勝に貢献した。セリエA1リーグではベストスパイカー賞を受賞した。2002/03シーズンは再び八一女子排球でプレーし、中国スーパーリーグで準優勝した。2003/04シーズンは日本の久光製薬スプリングスに移籍し、第10回Vリーグに出場し、チームは3位となった。2004/05シーズンに再び八一女子排球でプレーし、中国スーパーリーグで準優勝した。2005年に現役を引退した。引退後は八一女子排球のアシスタントコーチを務め、2017/18～2019/20シーズンまでは監督としてチームを率いた。2020/21シーズンからは北京汽车排球俱樂部のアシスタントコーチを務めた。

### 代表チーム
1993年、シニア代表に初選出。1995年、ワールドカップに出場し銅メダルを獲得。1996年、アトランタ五輪に出場し銀メダルを獲得した。同年のワールドグランプリではベストスパイカー部門で全選手中トップの活躍をみせた。1998年、世界選手権に出場し銀メダルを獲得した。同年のバンコクアジア競技大会に出場し金メダルを獲得した。1999年、ワールドカップに出場した。2000年、シドニー五輪世界最終予選に出場し、全選手中トップの活躍をみせ、本戦の出場権獲得に大きく貢献した。同年9月のシドニー五輪に出場した。2001年、ワールドグランプリに出場し銀メダルを獲得した。

## 球歴
- オリンピック - 1996年、2000年
- 世界選手権 - 1998年
- ワールドカップ - 1995年、1999年
- グラチャン - 1997年
- アジア選手権 - 1997年、1999年
- ワールドグランプリ - 1993年、1995年、1996年、1997年、1998年、1999年、2000年、2001年

## 受賞歴
- 1996年 - ワールドグランプリ ベストスパイカー
- 1997年 - 1996/97中国スーパーリーグ ベストブロッカー
- 2002年 - 2001/02イタリアセリエA1リーグ ベストスパイカー

## 所属クラブ
- 八一女子排球（1991-1999年）
- Virtus Reggio Calabria（1999-2000年）
- 八一女子排球（2000-2001年）
- Modena Volley（2001-2002年）
- 八一女子排球（2002-2003年）
- 久光製薬スプリングス（2003-2004年）
- 八一女子排球（2004-2005年）